# ボリス・グルイズロフ
ボリス・ヴャチェスラヴォヴィチ・グルィズロフまたはグリズロフ（ロシア語: Бори́с Вячесла́вович Грызло́в, ラテン文字転写: Boris Vyacheslavovich Gryzlov、1950年12月15日 - ）は、ロシアの政治家、外交官。ウラジーミル・プーチン政権で第5代ロシア連邦内務大臣、第3代国家院議長、駐ベラルーシ特命全権大使などの役職を歴任し、統一ロシアの創設者にして最高評議会議長（党首）を務めた。

## 概要
内務大臣（2001年～2003年）、国家院第4期及び第5期選出の国家院議長（2003年～2011年）、ロシア連邦安全保障会議常任委員（2011年12月～2016年4月）を務め、2022年1月14日からは駐ベラルーシ特命全権大使に任命され、ロシアと最も緊密な同盟国であるベラルーシを繋ぐ架け橋となっている。
ロシアによるウクライナ侵攻を支援したため、国際制裁の対象となっている。

## 経歴

### 生い立ち
1950年12月15日にソビエト連邦のロシア・ソビエト連邦社会主義共和国のウラジオストクに誕生する。父親のヴャチェスラフ・グルイズロフは大祖国戦争中に極東で軍用機パイロットとして従軍し、戦後は国防省勤務となった。グルイズロスが4歳の時に父ヴャチェスラフの勤務地であるレニングラード（現在のサンクトペテルブルク）に移る。レニングラード物理数学学校を経て1973年にレニングラード電気技術大学を卒業する。彼の高校時代の同級生は、後にグルイズロフと共にウラジーミル・プーチンの側近として活躍するニコライ・パトルシェフである。大学時代はコムソモール（共産主義青年同盟）の活動に積極的であった。1973年にレニングラード電気通信工科大学を卒業し、専門分野の「無線工学」で無線工学士の資格を取得した。
大学を卒業後に科学生産合同「コミンテルン」に勤務し、コミンテルン記念全ソ連強力無線工学研究所に配属され、宇宙通信システムの開発に従事した。次いで1977年からレニングラード生産合同「エレクトロンプリボル」に移る。この頃からパトルシェフと共にレニングラードの「最も有用な人物」と呼ばれた。なおグルイズロフは、いつから入党していかは不明であるが、1991年8月まで、ソ連邦共産党に所属していた。1991年12月のソビエト連邦の崩壊後も活発に活動し、引き続き「エレクトロンプリボル」で勤務しながら、同時に起業活動にも従事し、複数の企業の共同設立者となる。1997年からバルト技術大学で教鞭を執る。1999年には国際事業協力基金である「地域の発展」の会長となった。

### 政界入り

#### 「統一」の形成

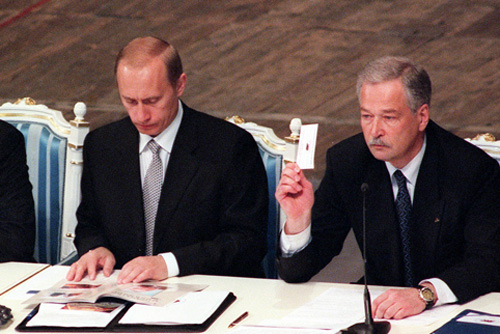
2000年5月27日の「統一」運動の大会にての
プーチンとグルイズロフ

グルイズロフは1998年にサンクトペテルブルク立法議会第43選挙区から立候補したが、3.67％の得票率で当選できなかった。1999年秋からは、レニングラード州知事選挙で候補者のヴィクトル・ズプコフの選挙陣営を率いた。1999年12月の1999年ロシア連邦下院選挙において、この選挙に新たに結成された「統一」から比例代表で立候補し、当選する。2000年1月に院内会派である「統一」の代表に選出され、同年5月からは連邦議会における「G7」諸国との連絡担当代表を務めた。

#### ボロネンコフ・ノビコフ事件
この頃グルイズロフは「ボロネンコフ・ノビコフ事件」というスキャンダルに巻き込まれた。2000年、シブフォルポスト社（ロシアの北部地域への食料品供給を専門とする企業）の代表者エフゲニー・トロステンツォフは、元検察官でロシア連邦共産党に所属するデニス・ボロネンコフ大佐と会談し、トロステンツォフは食料品供給について連邦予算からの補償を受け、供給契約を翌年に延長したいと申し出た。ボロネンコフは、この問題は政権党の議員団「統一」の指導部を通じてのみ解決できると伝え、トロステンツォフに対し、同派閥の指導者であるグルイズロフとフランツ・クリンツェヴィッチに紹介すると言った。ボロネンコフは、トロステンツォフらをグルイズロフたちに選挙時に「統一」に資金援助をしたビジネスマンとして紹介し、グルイズロフら「統一」幹部はその見返りとして、トロステンツォフらシブフォルポスト社に資金援助を約束した。その後ボロネンコフは、グルイズロフとクリンツェヴィッチへの資金提供を繰り返し要求し、最終的に15万ドルの資金を集めることに成功した。しかしボロネンコフらの計画はクリンツェヴィッチに露呈してしまい、2001年にボロネンコフとトロステンツォフは警察に逮捕された。事件の捜査の過程においても汚職が行われたため、ボロネンコフは無罪とな2011年には共産党のから国家院議員に選出された。
2001年5月、グルイズロフはサンクトペテルブルク大学哲学学部で「政治政党とロシアの変革、理論と政治実践」というテーマの博士論文を提出し、政治学の博士号を取得した。

#### 内務大臣就任
2001年3月に、グルイズロフはプーチンから内務大臣に任命され、1ヶ月後には安全保障会議の委員にも任命された。グルイズロフの内相就任についてプーチンは、「純粋に政治的な任命」であると強調した。また内相としてのグルイズロフは、将軍の階級を保持していてない唯一の大臣であり、過去に軍や治安機関、諜報機関での経歴もない純粋な文官だが、プーチンの側近派閥である「サンクト派」の一員としての信頼が厚かったために、武力省庁の長に任命された。したがってグルイズロフを広義的な意味でのシロヴィキと見なすこともできる。
内相に任命されてから2ヶ月後、グルイズロフは内務省の構造改革に着手し、連邦管区ごとに内務省の7つの局が設立された。目的は連邦政府と各地方を結ぶ、統一された垂直的な法執行システムを構築することだった。2001年7月の警察法改正により、各地方の内務省の長の任命手続に変更がなされ、候補者について、各地方行政機関による意見が取り入れられる仕組みが整えられた。またグルイズロフは内務省や非常事態省内で発生した大規模な汚職事件に「制服を着た狼男」事件と名付け、省内で発生している汚職事件に対し厳格だった。
2002年8月12日、グルイズロフの提唱により、北カフカース地域での対テロ作戦中に殉職した内務省の職員およびロシア国内軍の軍人の子どもたちを対象に、サンクトペテルブルク・スヴォロフ軍事学校が設立された 。同年9月10日、グルイズロフはデモ活動を行うロシア国民に対し射殺を含む武力行使を認める命令第870号を発令した。なお多くの弁護士やジャーナリストは、デモの拘束者を一時的に非公式に収容する場所の存在や、拘束された者に対する暴行や拷問の事例について指摘しているが、グルイズロフ及び内務省は否定している。

#### 「統一ロシア」の形成
2001年12月に「統一」が、エフゲニー・プリマコフやユーリ・ルシコフらが組織した中道左派の「祖国・全ロシア」と合併し、与党の「統一ロシア」が誕生すると、グルイズロフは同党の最高会議議員に選出される。党職就任に伴いグルイズロフは、プーチンに内相の職を辞任する旨の申し出て、辞任を果たす。統一ロシアは大統領プーチンの政権与党（権力の党）として議会に大きな影響力を保持しており、グルイズロフも2002年には統一ロシアの最高会議ビューロー（執行部）議長（党首）に選出された。2003年12月のロシア連邦下院選挙で統一ロシアは比例区で120議席・小選挙区で126議席を獲得して圧勝し、グルイズロフも再選される。選挙後に召集された国家院で352票の過半数で国家院議長に選出された。また議長選出に伴い、安全保障会議の常任委員の地位も獲得した。
グルイズロフは統一ロシアが、プーチン大統領の掲げた目標の達成を目指す意向であると述べた。具体的にはGDPの倍増、貧困対策、軍隊の近代化などである。またグルイズロフは同党の優先目標として、教育、医療、ロシア国民の住宅確保、給与、年金、社会手当の引き上げの達成を挙げた。
2004年11月27日に第5回統一ロシア党大会で党首である党最高会議ビューロー議長に再選された。その後、統一ロシアは2007年12月のロシア連邦下院選挙で議席数をさらに伸ばし、全議席の6割超を獲得したが、グルイズロフは、2008年5月7日にドミートリー・メドヴェージェフが新大統領に就任したのに伴い、党首を退任する。後任の党首には、大統領の地位を譲渡した新首相のプーチンが就任したが、グルイズロフは統一ロシアの最高評議会議員の職に留まった。

### 2011年以後の経歴

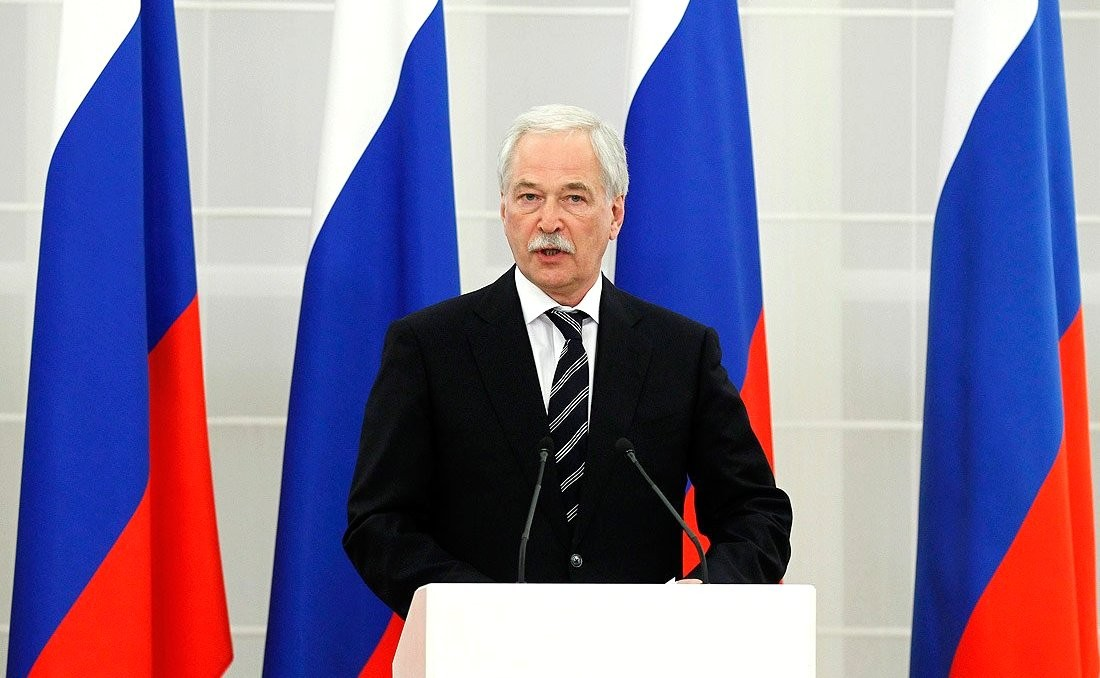
2011年4月28日

2011年12月14日に国家院議長を辞任した。これは12月4日の2011年ロシア連邦下院選挙で与党の「統一ロシア」が大きく議席を減らしたことを受けての引責辞任とも報道された。しかし同年12月24日にメドヴェージェフの大統領勅令により、安全保障理事会の常任委員として留任することが決定され、政治的影響力を保持し続けた。また同じく大統領勅令により、国営原子力企業の「ロスアトム」の監督評議会の委員兼議長にも任命された。
2015年12月26日より、大統領に再任したプーチンの大統領令により、ウクライナ東部情勢の解決に関する三者連絡グループにおけるロシアの全権代表に任命される。。
2016年4月12日に、プーチンから安全保障会議委員の職を解任されたが、株式会社「戦術ミサイル兵器」の取締役会会長に選出された。
2022年1月14日、ウラジーミル・プーチン大統領より、ロシアの外交官位で最高位に位置する駐ベラルーシ特命全権大使に任命され、同年2月3日にベラルーシのアレクサンドル・ルカシェンコ大統領に信任状を奉呈した。

### 制裁
グルイズロフはロシアのウクライナ侵攻に関与したとして、様々な国から彼個人に対する国際的な制裁を受けている 。ヨーロッパでは2022年3月12日から、欧州連合（EU）加盟国すべてから制裁措置を受けており、同年3月16日からはスイスから、大統領ウラジーミル・ゼレンスキーの同年10月19日にはヴォロディミル・ゼレンスキー大統領の大統領令によりウクライナから、同年12月31日からはイギリスから制裁措置を受けている。北米では2014年8月6日からカナダによる制裁措置を受けており、2024年2月23日にはウクライナの子どもたちのロシアへの強制送還に関与したとして、アメリカの制裁リストに追加された。その他、2020年10月1日からはオーストラリアから制裁措置を受けている。

## 家族
妻のアダ・ヴィクトロヴナ・コルネルは、ソ連邦英雄のヴィクトル・コルネル海軍少将の娘であり、1945年のソ連対日戦に参加した。アダはレニングラード経済研究所を卒業し、サンクトペテルブルクにある経営者養成所の副所長を務めた。
息子のドミトリーは1979年生まれで、テレビ番組の司会を務めている。2009年3月、サンクトペテルブルクのゲオルギエフスキー市議会選挙に出馬したが落選した。ドミトリーはサンクトペテルブルクの統一ロシアの幹部が不正選挙を行ったと公の場で非難した 。

## その他
2009年時点のグルイズロフの所得は1600万ルーブルであった。